# Trichocerca cylindrica
Trichocerca cylindrica is een raderdiertjessoort uit de familie Trichocercidae. De wetenschappelijke naam van deze soort is voor het eerst geldig gepubliceerd in 1891 door Imhof.